# Тадеуш Хоппе
Тадеуш Хоппе (27 червня 1913, Послугово — 10 листопада 2003, Одеса) — священник Римо-католицької церкви, салезіянин, з 1958 по 2003 рік настоятель римо-католицької парафії Святого Петра апостола в Одесі.

## Життєпис

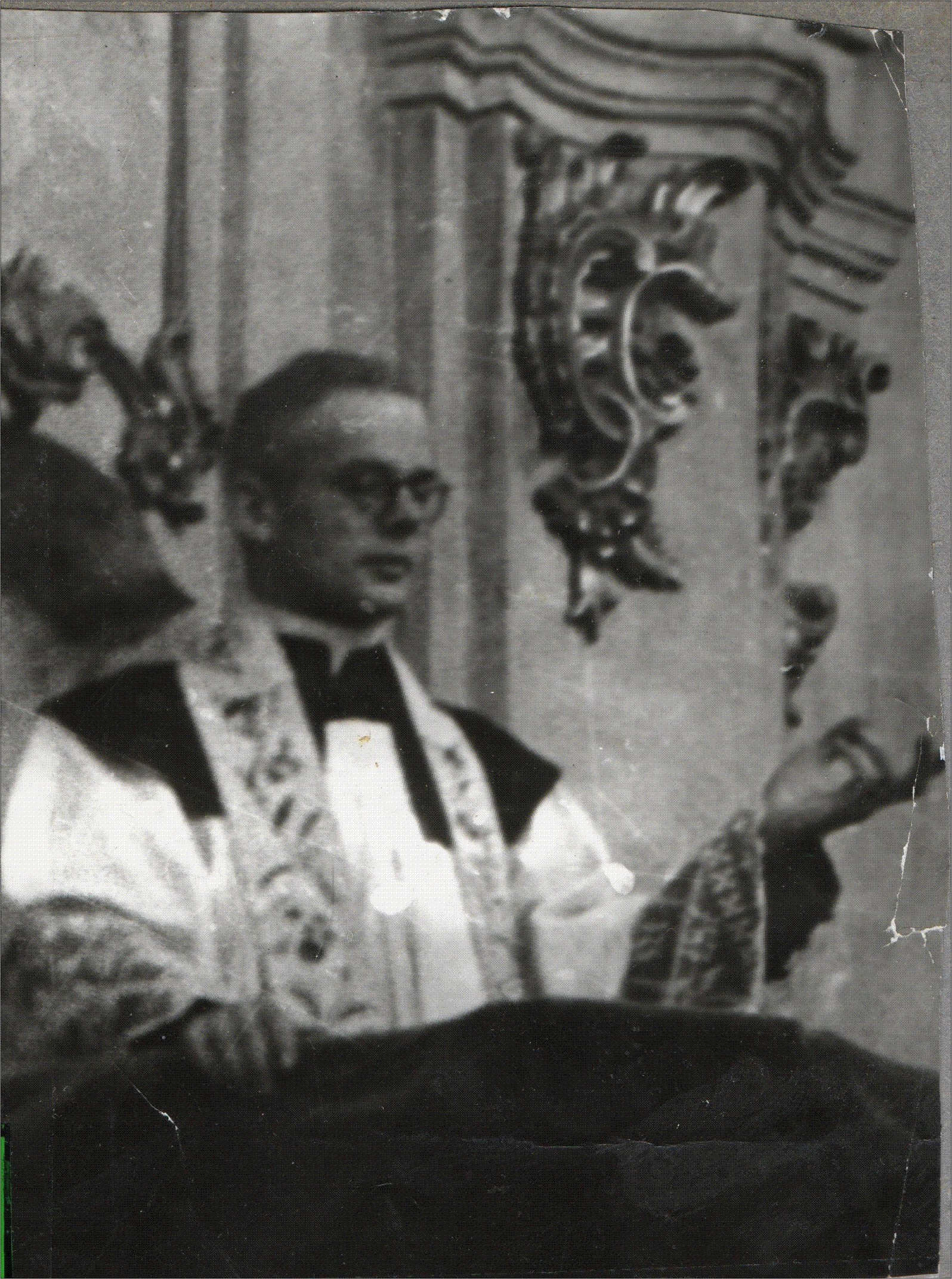
Отец Тадеуш Хоппе дає проповідь з амвона

Тадеуш Хоппе був наймолодшим з десятьох дітей Войцеха і Маріанни (до шлюбу Шчодворскєй). В 1933 році вступив до салезіянського новіціяту в Червінську над Віслою. 24 січня 1943 року в Вільнюсі, в Архикатедральній Базиліці св. Станіслава Єпископа та св. Владислава був висвячений на священника архієпископом Мєчисловасом Рейнисом (Miečislovas Reinys). З того часу працював по черзі в Рудніках, Шальчинінкаї, Вільнюсі — Храмі Воздвиження Святого Хреста, в Лаварішках.
В грудні 1958 року за власним бажанням був направлений до Одеси, до смерті виконував обов'язки настоятеля парафії св. Петра. Протягом більшої частини періоду проживання в Одесі, він залишається єдиним католицьким священником на півдні України. В 1991 році, завдяки його зусиллям, католицька громада отримала ще один Католицький храм в Одесі — Успіння Пресвятої Діви Марії.
Похований в Одесі на 2-му Християнському кладовищі.

## Нагороди і відзнаки

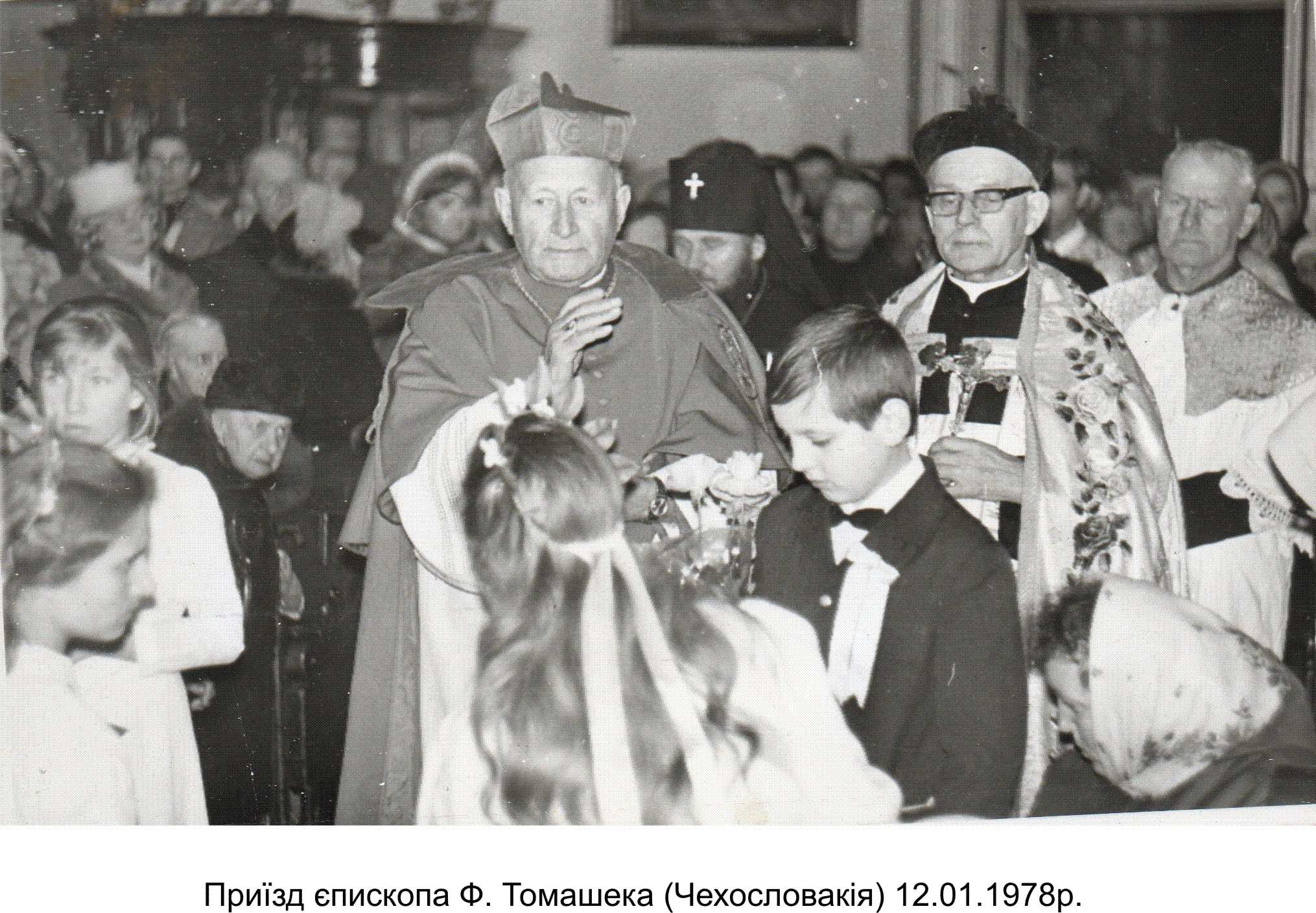
Кардинал Френсіс Томашек з візитом у костелі святого Петра в Одесі 12 січня 1978 року

В 1970 році отримав від кардинала Стефана Вишинського звання прелата. Папа Римський Павло VI переслав йому келих, патену і мощі св. Ієроніма. Постановою президента Республіки Польща 15 квітня 1992 року за видатні заслуги в розвитку польської діаспори був нагороджений орденом За заслуги перед Польської Республіки.

## Цікава інформація

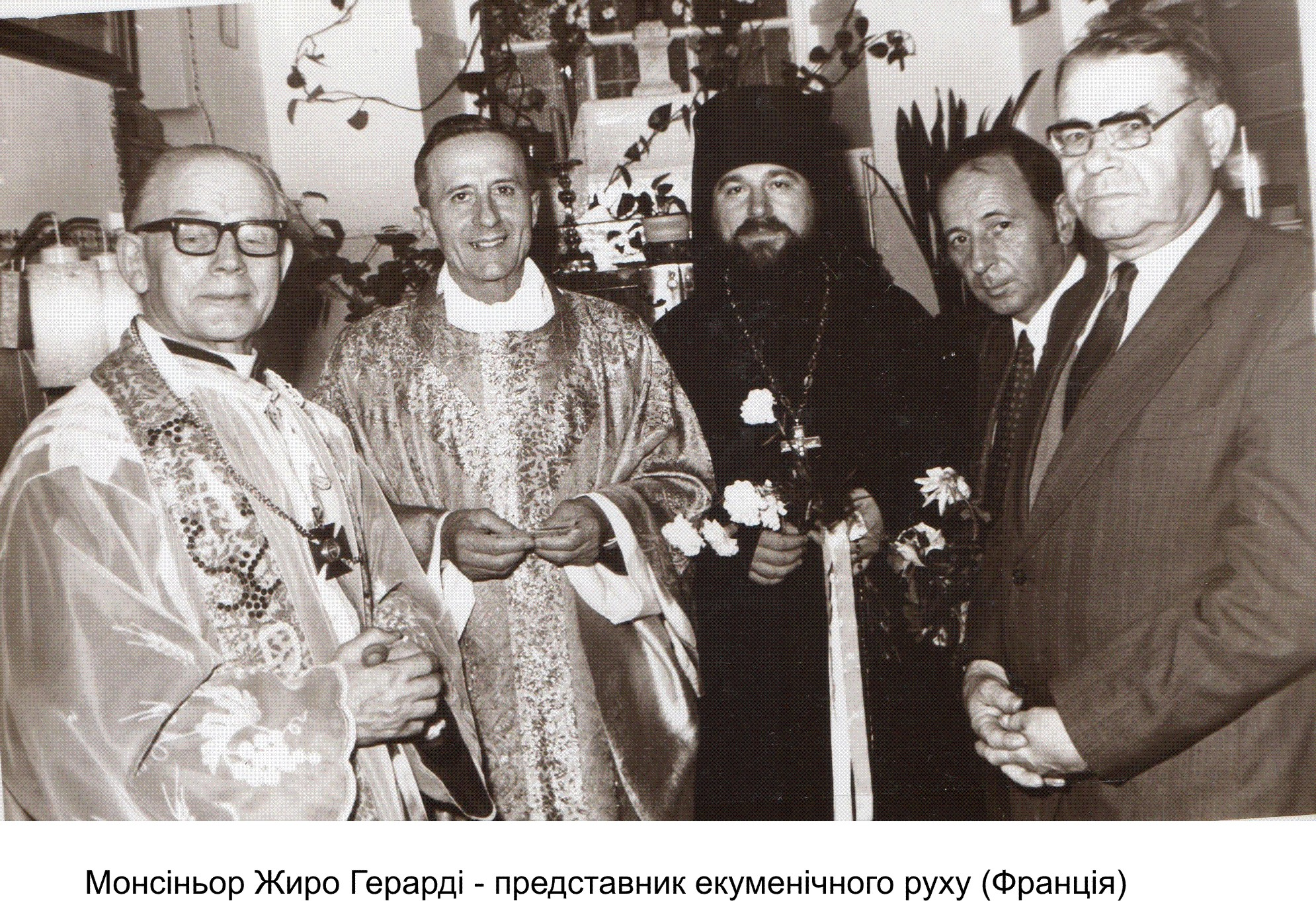
Вселенський зустріч в будинку отця Тадеуша Хоппе в Одесі

10 листопада 2004 року в помешканні о. Тадеуша в підвальній частині храму св. Петра на вулиці Гаванній 5, в Одесі відкрито кімнату — музей, присвячений цієї людині.